# الدوري الإكوادوري لكرة القدم 2006
الدوري الإكوادوري لكرة القدم 2006 (بالإسبانية: Campeonato Ecuatoriano de Fútbol 2006)‏ هو الموسم 48 من الدوري الإكوادوري لكرة القدم. أشرف على تنظيمه اتحاد الإكوادور لكرة القدم، وكان عدد الأندية المشاركة فيه 10، وفاز فيه نادي ديبورتيفو إل ناسيونال.